# Urbanice
Urbanice (deutsch Urbanitz) ist eine Gemeinde in Tschechien. Sie liegt sieben Kilometer südlich von Přelouč und gehört zum Okres Pardubice.

## Geographie

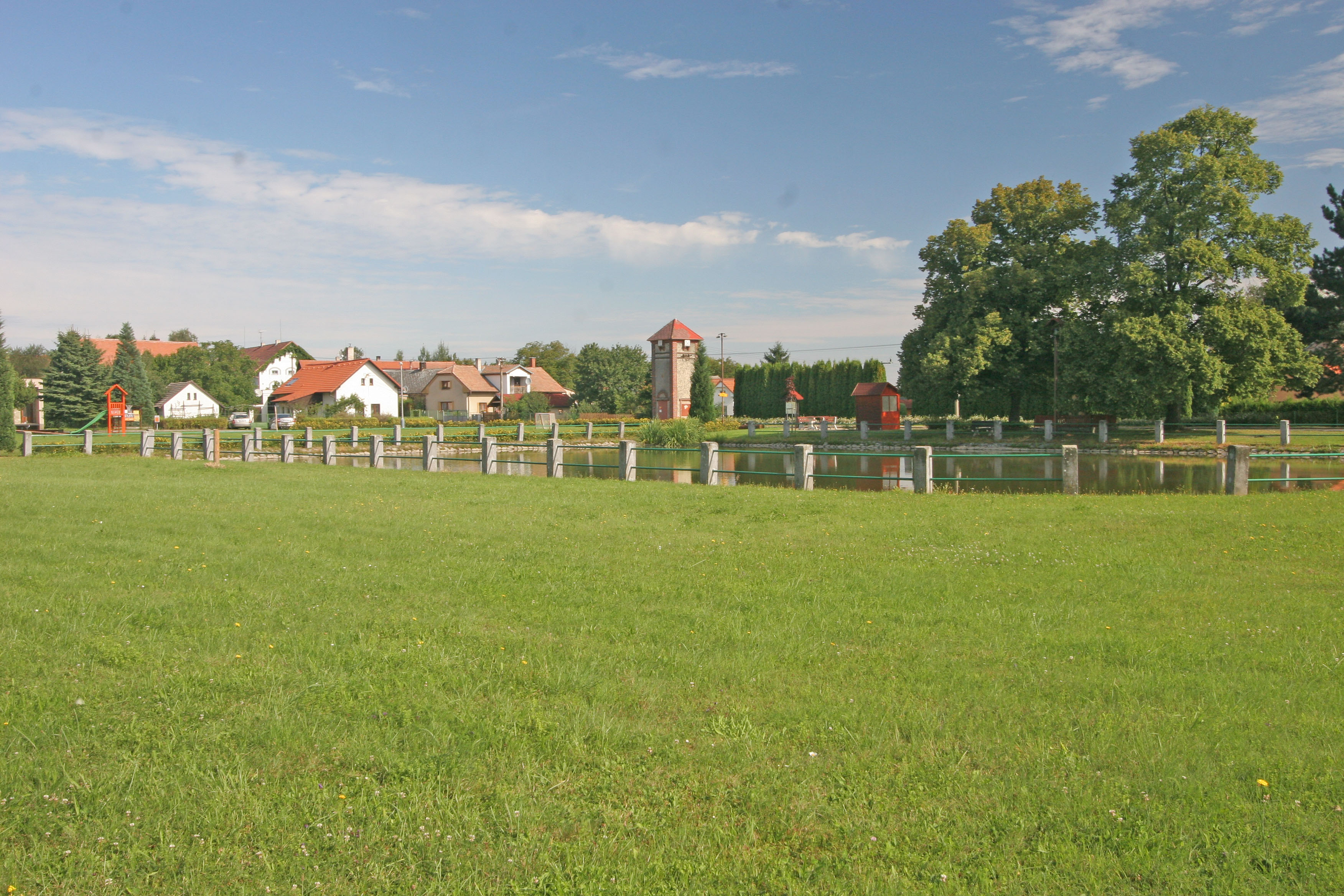
Ortsansicht

Urbanice befindet sich in den nördlichen Ausläufern des Eisengebirges (Železné hory) am Bach Lipoltická svodnice, der nordöstlich des Dorfes in den Teichen Urbanický rybník und Nečas angestaut wird.
Nachbarorte sind Lipoltice im Norden, Poběžovice u Přelouče, Podhorky, Velký Ovčín, U Široké Cesty und Chrtníky im Nordosten, Ledec und Cihelna im Osten, Svojšice und Rašovy im Südosten, Na Kozovce, Holotín, Myslivna und Bukovina u Přelouče im Süden, Turkovice und Semtěš im Südwesten, Sovolusky und Sušírna im Westen sowie Litošice, Sovoluská Lhota, Májovka und Pelechov im Nordwesten.

## Geschichte
Die erste schriftliche Erwähnung des Ortes erfolgte im Jahre 1383. Urbanice war zu dieser Zeit Sitz der Vladiken von Urbanitz, denen auch ein Teil von Hošťalovice sowie die Feste Stoupec gehörten. Außerdem besaßen die böhmischen Könige Rechte in Urbanice. Das Dorf bestand zum Ende des 14. Jahrhunderts aus drei Bauerngütern, bei einem wurde später eine Feste erbaut. Als König Wenzel IV. 1411 seine Rechte an Urbanice seinen Küchenmeistern Peter und Jesin übertragen wollte, kam dies wegen des Protestes durch Nikolaus von Urbanitz nicht zustande. König Georg von Podiebrad übertrug das nach dem Erlöschen des Vladikengeschlecht von Urbanitz heimgefallene Gut 1467 den Slavata von Chlum, die es mit ihrem Gut Podhořan verbanden. Die Feste Urbanice verlor damit ihre Bedeutung als Herrensitz und verfiel. Diviš Slavata von Chlum und Koschumberg verkaufte das Gut Podhořan mit allem Zubehör 1541 an Johann  von Gersdorff, der es an seine Herrschaft Choltitz anschloss. Im Jahre 1568 teilten die Brüder Georg und Hendrich von Gersdorff die Güter Podhořan und Svojšice. Hendrich erhielt Podhořan; Urbanice wurde dabei dem Gut Svojšice zugeschlagen, das Georg von Gersdorff († 1612) auf Choltitz für sich behielt. Nach Georgs Tod wurde Urbanice vom Gut Svojšice abgetrennt und dem Bernard Niklas von Gersdorff zugefallenen Gut Svinčany zugeordnet. Nach der Schlacht am Weißen Berg wurde das Gut Svinčany 1623 konfisziert, da Bernard Niklas von Gersdorff ebenso wie sein Bruder Stephan am Böhmischen Aufstand teilgenommen hatte. Das Gut Svinčany wurde an Christoph Simon von Thun verkauft, der auch die Herrschaft Choltitz erworben hatte und beide wieder vereinigte. Die Reichsgrafen von Thun und Hohenstein erhoben die Herrschaft Choltitz zum Familienfideikommiss und hielten den Besitz bis ins 20. Jahrhundert. Im Jahre 1672 bestand Urbanice aus drei Bauerngütern und drei Chaluppen. 1788 war das Dorf auf elf Häuser angewachsen, das Zentrum bildete ein großer runder Anger mit Teich.
Im Jahre 1833 bestand das im Chrudimer Kreis an der Grenze mit dem Caslaver Kreis gelegene Dorf Orbanitz aus 28 Häusern, in denen 183 Personen, darunter eine protestantische Familie lebten. Pfarrort war Lipoltitz. Bis zur Mitte des 19. Jahrhunderts blieb Orbanitz der Fideikommissherrschaft Choltitz untertänig.
Nach der Aufhebung der Patrimonialherrschaften bildete Urbanice ab 1849 einen Ortsteil der Gemeinde Lipoltice im Gerichtsbezirk Přelauč. Ab 1868 gehörte das Dorf zum Bezirk Pardubitz. In den 1890er Jahren löste sich Urbanice von Lipoltice los und bildete eine eigene Gemeinde. 1949 wurde Urbanice dem Okres Přelouč zugeordnet. Dieser wurde im Zuge der Gebietsreform von 1960 aufgehoben, seitdem gehört das Dorf zum Okres Pardubice. Zwischen 1950 und 1952 wurde der größte Teil des Teiches auf dem Dorfplatz verfüllt. Die Straße um den Dorfanger wurde 1974 asphaltiert und mit einem Bürgersteig versehen. 1985 erfolgte die Rekonstruktion des ehemaligen Gasthauses zum Gemeindeamt. Mit Beginn des Jahres 1986 erfolgte die Eingemeindung nach Choltice. Seit dem 24. November 1990 besteht die Gemeinde Urbanice wieder.

## Gemeindegliederung
Für die Gemeinde Urbanice sind keine Ortsteile ausgewiesen.

## Sehenswürdigkeiten

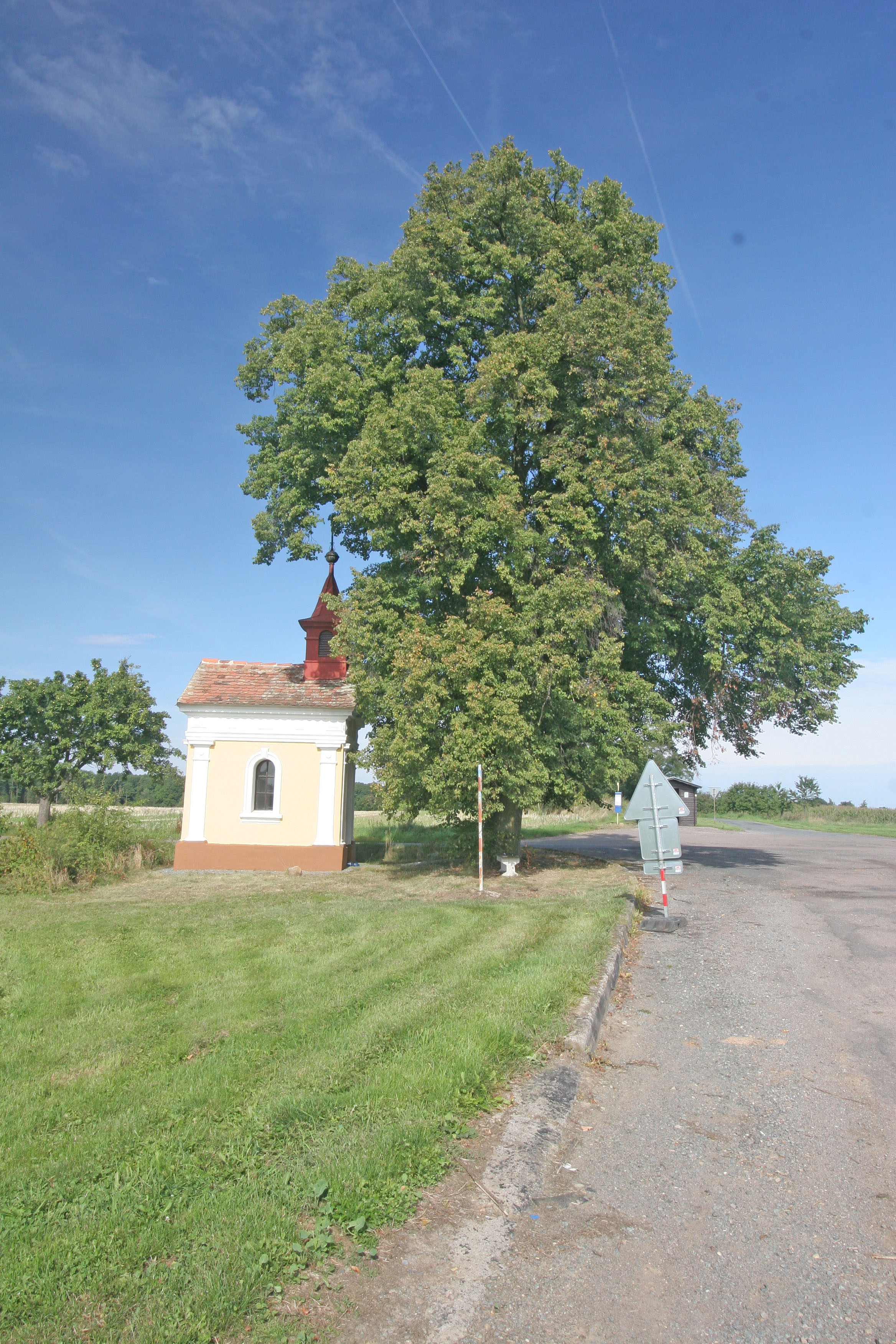
Kapelle

- Kapelle am Straßenkreuz nordöstlich des Dorfes
- Kreuz auf dem Dorfplatz